# Armée de la république de Macédoine du Nord
L'Armée de la république de Macédoine du Nord (macédonien : Армија на Република Северна Македонија) est la force armée de la Macédoine du Nord, fondée en 1991. Elle se donne pour mission la préservation de l'indépendance et de la souveraineté du pays, la défense de l'intégrité du territoire national, des eaux territoriales et de l'espace aérien et la défense de la Constitution de la république. Elle s'articule autour de 3 branches : l'Armée de terre, l'Armée de l'air et les Forces spéciales.
La Macédoine du Nord étant membre de l'OTAN depuis le 27 mars 2020 et candidate à l'adhésion à l'Union européenne, l'objectif actuel de l'armée est le développement et le maintien de sa force et de sa crédibilité, afin d'assurer son entière participation lors des missions internationales.

## Histoire
L'armée a été fondée en 1991, après la déclaration de l'indépendance de la Macédoine du Nord. Elle hérita d'une partie des infrastructures de l'Armée populaire yougoslave (JNA). Elle prit son premier grand engagement en 2001, lors du conflit ethnique commencé par des rebelles de la minorité albanaise. Ce conflit, qui menaça le pays de guerre civile, commença en janvier 2001 et fut résolu par l'adoption des accords d'Ohrid en août de la même année. Les combats restèrent toutefois mineurs et confinés le long de la frontière du Kosovo.
La Macédoine du Nord a aboli le service militaire obligatoire en octobre 2006. L'armée macédonienne est la première de la région à ne faire appel qu'à des militaires professionnels.
L'armée est présente depuis les années 2000 au sein de l'EUFOR Althea en Bosnie-Herzégovine, ainsi qu'en Afghanistan, au Liban et au Kosovo. Elle a aussi participé à la Guerre d'Irak. Voici la revue des effectifs déployés à la date du 20 août 2011 :
- Bosnie-Herzégovine : 12 militaires au sein de la mission EUFOR Althea ;
- Afghanistan : 163 militaires au sein de la FIAS ;
- Liban : 1 militaire au sein de la FINUL.

## Galerie d'images

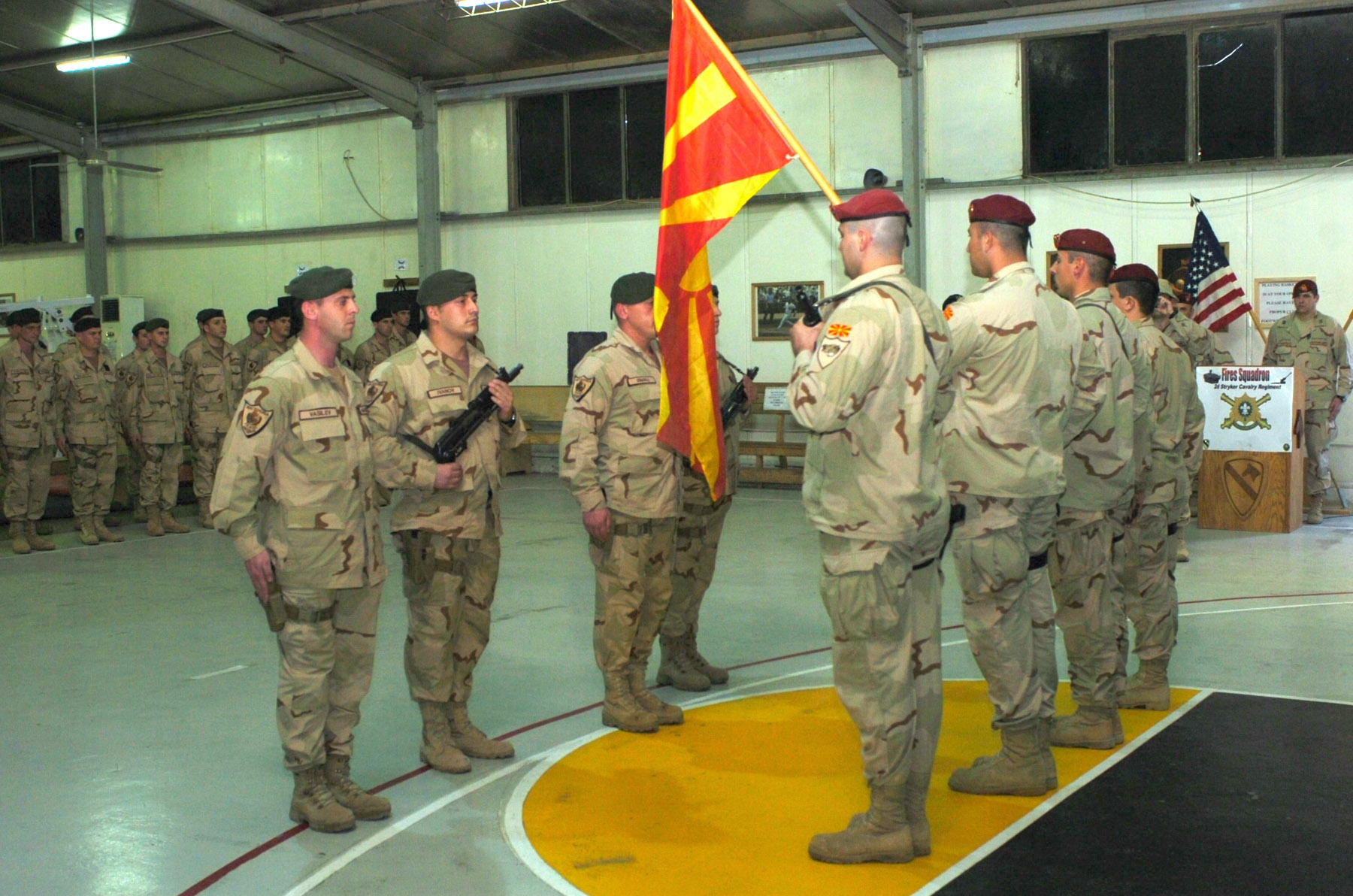
Soldats macédoniens en décembre 2007
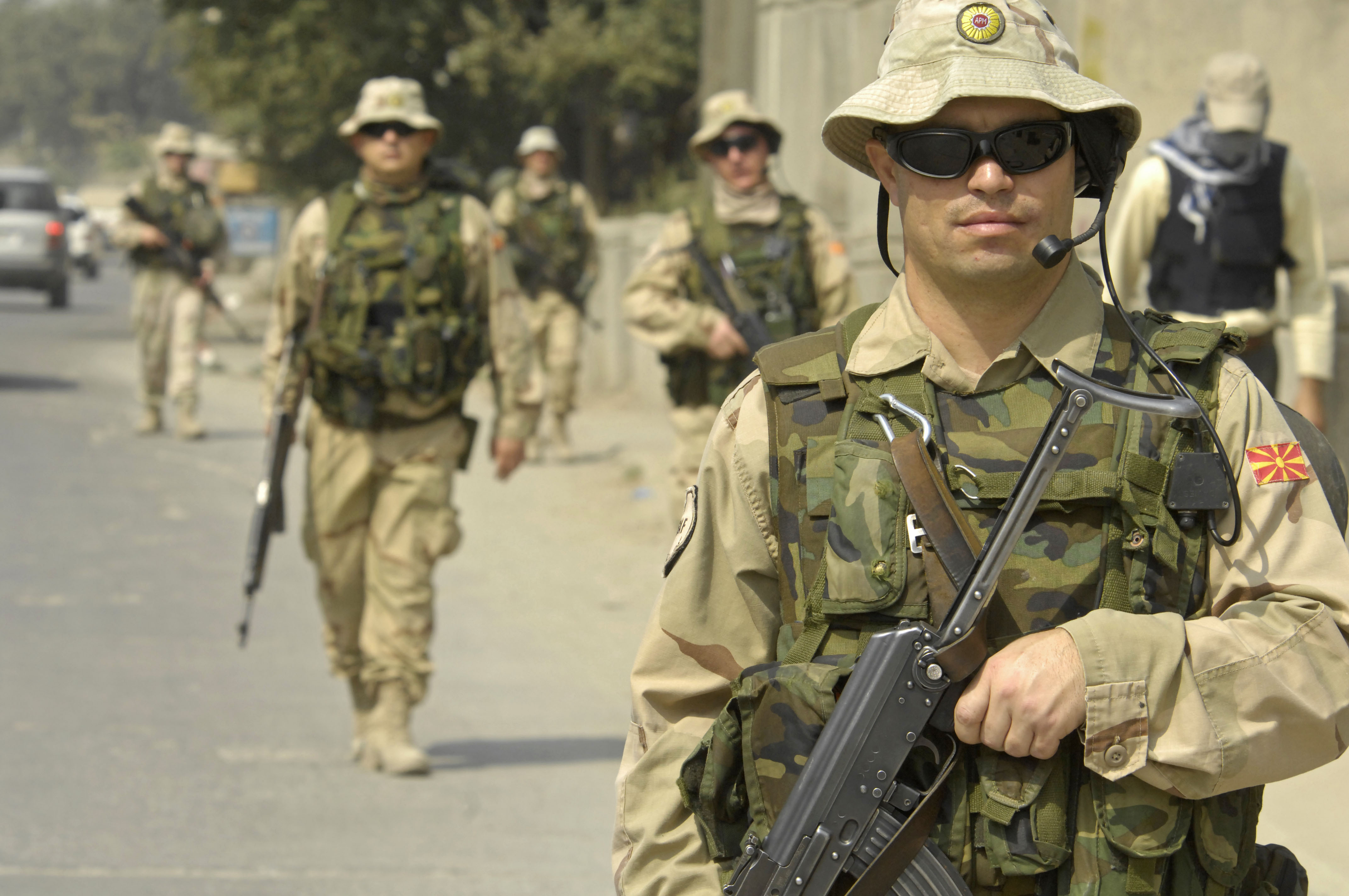
Soldats macédoniens en Afghanistan en 2008
Cocarde de l'armée de l'air
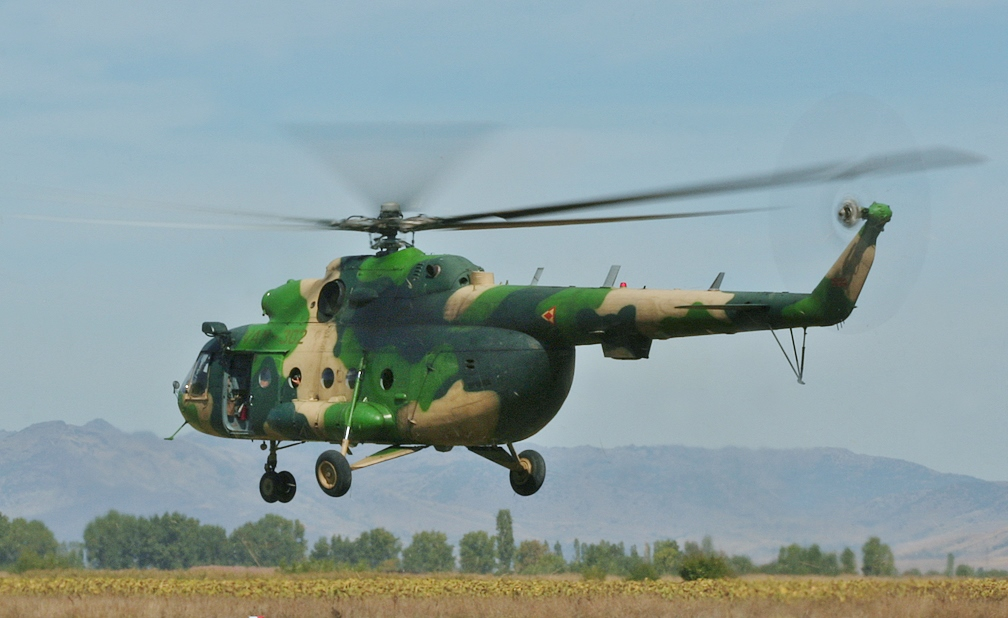
Un Mil Mi-17 de l'armée de l'air en 2010